# CD9 (álbum)
CD9 es el primer álbum de estudio de la boy band mexicana de nombre homónimo. El álbum fue lanzado el 29 de septiembre de 2014 por Sony Music México.

## Lista de canciones
| CD9 |                               |          |  |
| N.º | Título                        | Duración |  |
| 1.  | «Me Equivoqué»                | 3:39     |  |
| 2.  | «Muy Bien»                    | 3:01     |  |
| 3.  | «Terminó (O.M.G.)»            | 3:38     |  |
| 4.  | «Eres»                        | 3:07     |  |
| 5.  | «Ven, dime que no»            | 3:18     |  |
| 6.  | «Bella»                       | 2:38     |  |
| 7.  | «Nuestro secreto (Elevation)» | 3:25     |  |
| 8.  | «Eternamente»                 | 3:15     |  |
| 9.  | «Ángel cruel»                 | 3:46     |  |
| 10. | «Aprenderé a vivir»           | 3:52     |  |
| 11. | «Lo que yo te di»             | 3:52     |  |
| 12. | «The Party»                   | 2:57     |  |
| 13. | «Química en común»            | 3:05     |  |